# Friedrich Hofmann (Mediziner, 1949)
Friedrich Hofmann (* 1. September 1949 in Braunschweig; † 2. September 2018) war ein deutscher Arbeitsmediziner und Hochschullehrer sowie Autor sowohl wissenschaftlicher wie belletristischer Literatur.

## Leben
Hofmann wurde als Sohn einer Gymnasiallehrerin und eines Hochschulprofessors geboren. Nach dem Abitur am altsprachlichen Zweig des Wilhelm-Gymnasiums in Braunschweig nahm er das Studium der Chemie an der Technischen Hochschule Braunschweig auf. 1969 wechselte er an die Georg-August-Universität Göttingen und schloss sein Studium mit dem Diplom ab. Ab 1972 studierte er in Göttingen Humanmedizin, parallel arbeitete er als Physik- und Chemielehrer am dortigen Hainberg-Gymnasium. 1973 wurde er mit einer metallorganisch orientierten Arbeit zum Dr. rer. nat. promoviert. Von April 1974 bis Mai 1979 arbeitete Hofmann als wissenschaftlicher Assistent am Institut für Biochemie der Albert-Ludwigs-Universität Freiburg. Im Mai 1979 schloss er sein Medizinstudium in Freiburg mit Staatsexamen und Promotion (Dr. med.) ab. Bis 1984 war er als Assistenzarzt an der Herz-Kreislauf-Klinik in Waldkirch tätig. Danach arbeitete er am Universitätsklinikum Freiburg, ab 1985 als leitender Betriebsarzt. 1986 absolvierte er die Facharztprüfung für Arbeitsmedizin, 1989 folgte die Habilitation (arbeitsmedizinisch/infektiologisches Thema). 1990 war er Gastdozent am Arbetsmijöinstitutet und am Karolinska-Institut in Stockholm.
Ab 1995 war Hofmann außerplanmäßiger Professor für Arbeitsmedizin an der Albert-Ludwigs-Universität Freiburg. Im Wintersemester 1996/97 wechselte Hofmann als Lehrstuhlinhaber (C4-Professur) für Arbeitsphysiologie, Arbeitsmedizin und Infektionsschutz an die Bergische Universität Wuppertal, wo er bis zum Sommersemester 2015 tätig war. Danach war er an der Freiburger Forschungsstelle für Arbeits- und Sozialmedizin tätig.
Er war Mitglied der Ständigen Impfkommission (STIKO) am Robert Koch-Institut und ab 2007 deren Vorsitzender. Wegen Unstimmigkeiten und einer 2011 erfolgten Umbesetzung des Gremiums durch Gesundheitsminister Philipp Rösler trat Hofmann von seinem Vorsitz zurück und legte seinen Sitz in der STIKO nieder. Außerdem war er Chairman in der ICOH-Sektion Occupational Health for Health Care Workers (1992–2000).
Hofmann war Autor und Herausgeber von ca. 50 Büchern und mehr als 700 wissenschaftlichen Publikationen. Des Weiteren schrieb er mehrere populärwissenschaftliche Werke mit medizinischem Hintergrund und einige Romane. Seit 1986 organisierte er zusammen mit Ulrich Stößel und Georg Reschauer die „Freiburger Symposien Arbeitsmedizin im Gesundheitsdienst“.
Hofmann starb im September 2018, einen Tag nach seinem 69. Geburtstag.

## Mitgliedschaften
Hofmann war Mitglied (PG II) im Ausschuss für Arbeitsmedizin des Bundesministeriums für Arbeit und Soziales. Weitere Mitgliedschaften bestanden bei der Gesellschaft Deutscher Chemiker, der Gesellschaft für Biochemie und Molekularbiologie, der Deutschen Gesellschaft für Arbeitsmedizin und Umweltmedizin, dem Verband Deutscher Betriebs- und Werksärzte sowie der International Commission of Occupational Health.

## Arbeitsschwerpunkte
- Public Health im Impfwesen
- Arbeitsmedizin im Gesundheitsdienst
- Erkrankungen der Wirbelsäule
- arbeitsbedingte Dermatosen

## Schriften (Auswahl)
Als Autor
- Impfen: Der aktuelle Wegweiser. Knaur, München 2007, ISBN 978-3-426-87341-0.
- Die Pest in Sankt Urban. Roman. Edition FFAS, Freiburg im Breisgau 2007, ISBN 978-3-940278-02-9.
- Schatten über Sankt Urban. Roman. Edition FFAS, Freiburg im Breisgau 2007, ISBN 978-3-940278-01-2.
- Tödliche Welten. Die unglaubliche Geschichte von drei Medizinern, die Millionen Menschen das Leben retteten. Herder, Freiburg im Breisgau 2010, ISBN 978-3-451-06202-5.
- Impfen – Wissen, was stimmt. Herder, Freiburg im Breisgau 2011, ISBN 978-3-451-06309-1.
- Arsen ohne Spitzenhäubchen: Kleine Geschichte der Gifte. Herder, Freiburg im Breisgau 2012, ISBN 978-3-451-06485-2.

Als Herausgeber
- Merkblätter Biologische Arbeitsstoffe. Loseblattwerk vierteljährliche Ergänzungslieferungen. Ecomed, Landsberg ab 2000.
- Handbuch der Infektionskrankheiten. Loseblattwerk, vierteljährlich Ergänzungslieferungen. Ecomed, Landsberg ab 2003.
- mit Nenad Kralj: Handbuch der betriebsärztlichen Praxis. Loseblattwerk, vierteljährliche Ergänzungslieferungen. Ecomed, Landsberg (ab 2003).